# Reaper – Ein teuflischer Job/Episodenliste
Diese Episodenliste enthält alle Episoden der US-amerikanischen Fernsehserie Reaper – Ein teuflischer Job, sortiert nach der US-amerikanischen Erstausstrahlung. Zwischen 2007 und 2009 entstanden in zwei Staffeln 31 Episoden mit einer Länge von jeweils etwa 42 Minuten.

## Übersicht
| Staffel | Episodenanzahl | Erstausstrahlung USA | Erstausstrahlung USA | Deutschsprachige Erstausstrahlung | Deutschsprachige Erstausstrahlung |
| Staffel | Episodenanzahl | Staffelpremiere      | Staffelfinale        | Staffelpremiere                   | Staffelfinale                     |
| ------- | -------------- | -------------------- | -------------------- | --------------------------------- | --------------------------------- |
| 1       | 18             | 25. September 2007   | 20. Mai 2008         | 19. Mai 2008                      | 26. August 2008                   |
| 2       | 13             | 3. März 2009         | 26. Mai 2009         | 6. April 2009                     | 29. Juni 2009                     |

## Staffel 1
| Nr. (ges.) | Nr. (St.) | Deutscher Titel           | Originaltitel              | Erstausstrahlung USA | Deutschsprachige Erstausstrahlung (D) | Regie             | Drehbuch                                   |
| ---------- | --------- | ------------------------- | -------------------------- | -------------------- | ------------------------------------- | ----------------- | ------------------------------------------ |
| 1          | 1         | Die verkaufte Seele       | Pilot                      | 25. Sep. 2007        | 19. Mai 2008                          | Kevin Smith       | Michele Fazekas & Tara Butters             |
| 2          | 2         | Blitz und Donner          | Charged                    | 2. Okt. 2007         | 27. Mai 2008                          | Peter Lauer       | Michele Fazekas & Tara Butters             |
| 3          | 3         | Das große Krabbeln        | All Mine                   | 9. Okt. 2007         | 3. Juni 2008                          | Mike Rohl         | Jeffrey Vlaming                            |
| 4          | 4         | Taube Winston             | Magic                      | 16. Okt. 2007        | 10. Juni 2008                         | Ron Underwood     | Kevin Murphy                               |
| 5          | 5         | Schleimspuren             | What About Blob            | 23. Okt. 2007        | 17. Juni 2008                         | Peter Lauer       | Thomas Schnauz                             |
| 6          | 6         | Leon                      | Leon                       | 30. Okt. 2007        | 24. Juni 2008                         | Victoria Hochberg | Craig DiGregorio                           |
| 7          | 7         | Liebe, Kugeln und Asphalt | Love, Bullets and Blacktop | 6. Nov. 2007         | 1. Juli 2008                          | James Head        | Yolando Lawrence                           |
| 8          | 8         | Der Superbulle            | The Cop                    | 13. Nov. 2007        | 8. Juli 2008                          | Peter Lauer       | David Babcock                              |
| 9          | 9         | Asche zu Asche            | Ashes to Ashes             | 27. Nov. 2007        | 15. Juli 2008                         | Victoria Hochberg | Thomas Schnauz                             |
| 10         | 10        | Teufels Tochter           | Cash Out                   | 4. Dez. 2007         | 22. Juli 2008                         | Stephen Cragg     | Yolanda Lawrence                           |
| 11         | 11        | Der Kannibale             | Hungry for Fame            | 13. März 2008        | 29. Juli 2008                         | James Head        | James Eagan                                |
| 12         | 12        | Nette Nachbarn            | Unseen                     | 20. März 2008        | 5. Aug. 2008                          | Michael Robison   | Treena Hancock & Melissa Byer              |
| 13         | 13        | Die Höllenparty           | Acid Queen                 | 27. März 2008        | 12. Aug. 2008                         | James Head        | Alan Cross                                 |
| 14         | 14        | Revolution                | Rebellion                  | 22. Apr. 2008        | 12. Aug. 2008                         | Kevin Dowling     | Kevin Murphy & Craig DiGregorio            |
| 15         | 15        | Tag der Wahrheit          | Coming to Grips            | 29. Apr. 2008        | 19. Aug. 2008                         | Michael Grossman  | Thomas Schnauz & Kevin Etten               |
| 16         | 16        | Unwiderstehlich           | Greg, Schmeg               | 6. Mai 2008          | 19. Aug. 2008                         | Jeff Melman       | Chris Black & Jeffrey Vlaming              |
| 17         | 17        | Teufels Sohn              | The Leak                   | 13. Mai 2008         | 26. Aug. 2008                         | John Fortenberry  | Chris Dingess                              |
| 18         | 18        | Salomos Käfig             | Cancun                     | 20. Mai 2008         | 26. Aug. 2008                         | Stephen Cragg     | Michele Fazeka, Tara Butters & Tom Spezial |

## Staffel 2
| Nr. (ges.) | Nr. (St.) | Deutscher Titel              | Originaltitel            | Erstausstrahlung USA | Deutschsprachige Erstausstrahlung (D) | Regie                | Drehbuch                       |
| ---------- | --------- | ---------------------------- | ------------------------ | -------------------- | ------------------------------------- | -------------------- | ------------------------------ |
| 19         | 1         | Die beste Schwester der Welt | A New Hope               | 3. März 2009         | 6. Apr. 2009                          | Stephen Cragg        | Craig DiGregorio               |
| 20         | 2         | Großer Bruder                | Dirty Sexy Mongol        | 10. März 2009        | 13. Apr. 2009                         | Ron Underwood        | Kevin Etten                    |
| 21         | 3         | Der Boxer                    | The Sweet Science        | 17. März 2009        | 20. Apr. 2009                         | Tom Cherones         | Chris Dingess                  |
| 22         | 4         | Der perfekte Sohn            | The Favorite             | 24. März 2009        | 27. Apr. 2009                         | Kevin Dowling        | Michele Fazekas & Tara Butters |
| 23         | 5         | Das Höllenbaby               | I Want My Baby Back      | 31. März 2009        | 4. Mai 2009                           | John Fortenberry     | Thomas Schnauz                 |
| 24         | 6         | Ein Wochenende auf dem Land  | Underbelly               | 7. Apr. 2009         | 11. Mai 2009                          | Stephen Cragg        | Jeffrey Vlaming                |
| 25         | 7         | Angst vorm Fliegen           | The Good Soil            | 14. Apr. 2009        | 18. Mai 2009                          | Michael Patrick Jann | James Eagan                    |
| 26         | 8         | Die rechte Hand des Teufels  | The Home Stretch         | 21. Apr. 2009        | 25. Mai 2009                          | Bob Berlinger        | Craig DiGregorio & Kevin Etten |
| 27         | 9         | Teuflische Nachhilfe         | No Reaper Left Behind    | 28. Apr. 2009        | 1. Juni 2009                          | Tom Spezialy         | Tom Spezialy                   |
| 28         | 10        | Ninas Geheimnis              | My Brother’s Reaper      | 5. Mai 2009          | 8. Juni 2009                          | Ron Underwood        | Chris Dingess                  |
| 29         | 11        | Zur Hölle mit dem Pauker     | To Sprong, with Love     | 12. Mai 2009         | 15. Juni 2009                         | Jamie Babbit         | Michele Fazekas & Tara Butters |
| 30         | 12        | Big Business                 | Business Casualty        | 19. Mai 2009         | 22. Juni 2009                         | Fred Gerber          | Marlana Hope & Matt Warshauer  |
| 31         | 13        | Ihr seid nicht allein        | The Devil and Sam Oliver | 26. Mai 2009         | 29. Juni 2009                         | Kevin Dowling        | Michael Daley                  |